# Acanthopagrus bifasciatus
Espèce
Statut de conservation UICN

 LC  : Préoccupation mineure
Le Pagre double bande (Acanthopagrus bifasciatus) est une espèce de poissons marins de la famille des Sparidae.